# Ophiomyia lassa
Ophiomyia lassa är en tvåvingeart som beskrevs av Spencer 1981. Ophiomyia lassa ingår i släktet Ophiomyia och familjen minerarflugor.
Artens utbredningsområde är Kalifornien. Inga underarter finns listade i Catalogue of Life.